# Giro del Belvedere
Il Giro del Belvedere è una corsa in linea maschile di ciclismo su strada che si svolge annualmente, il lunedì di Pasquetta, a Villa di Villa di Cordignano (provincia di Treviso), in Italia. È riservata agli Under-23 e dal 2008 fa parte del calendario dell'UCI Europe Tour come prova di classe 1.2U (1.2 fino al 2007).

## Albo d'oro
Aggiornato all'edizione 2025.
| Anno    | Vincitore                             | Secondo                               | Terzo                                 |
| ------- | ------------------------------------- | ------------------------------------- | ------------------------------------- |
| 1923    | Alfonso Piccin                        |                                       |                                       |
| 1924-38 | dati non disponibili                  |                                       |                                       |
| 1939    | Orlando Valacchi                      |                                       |                                       |
| 1940-47 | dati non disponibili                  |                                       |                                       |
| 1948    | Renato Barbiero                       |                                       |                                       |
| 1949-50 | dati non disponibili                  |                                       |                                       |
| 1951    | Vito Favero                           |                                       |                                       |
| 1952    | Minello                               | Livio Soneghet                        | Bravin                                |
| 1953    | Antonio Vignaduzzi                    |                                       | Gaetano Saccon                        |
| 1954-57 | dati non disponibili                  |                                       |                                       |
| 1958    | Arturo Dal Cin                        | Claudio Zanchetta                     |                                       |
| 1959    | Claudio Zanchetta                     |                                       |                                       |
| 1960    | Claudio Zanchetta                     |                                       |                                       |
| 1961    | Teno Zanin                            | Giuseppe Gandin                       | Battista Facchin                      |
| 1962    | Claudio Zanchetta                     | Battista Facchin                      | Luciano Moro                          |
| 1963    | Giuseppe Buggin                       | Gianfranco Gallon                     | Sergio Bianchetto                     |
| 1964    | Gianfranco Gallon                     | Amedeo Bettin                         | Sergio Micheletti                     |
| 1965    | Ezio Piccoli                          | Benito Pasqual                        | Giovanni Filippin                     |
| 1966    | Silvano Riccato                       | Pasquale Zanatta                      | Luciano Corò                          |
| 1967    | Dino Pulze                            | Emilio Santantonio                    | Marino Conton                         |
| 1968    | Gianfranco Bianchin                   | Morosini                              | Pietro Piccin                         |
| 1969    | Natalino Bonan                        | Giuseppe Rosolen                      | Mario Da Ros                          |
| 1970    | Rino Baldasso                         | Alessio Peccolo                       | Fedalto                               |
| 1971    | Natalino Bonan                        | Vencato                               | Luigi D'Assiè                         |
| 1972    | Franco Ongarato                       | Eddi Degano                           | Ermenegildo Da Re                     |
| 1973    | Mosè Segato                           | Cvitko Bilić                          | Doro                                  |
| 1974    | Flavio Martini                        | Mario Da Ros                          | Antonio Dal Bo                        |
| 1975    | Adriano Brunello                      | Eddi Degano                           | Riccardo Tarlao                       |
| 1976    | Tullio Bertacco                       | Guidolin                              | Luigino D'Assiè                       |
| 1977    | Gastone Martini                       | Agostino Bertagnoli                   | Luigi Torresan                        |
| 1978    | Gianni Biason                         | Fausto Bidini                         | Fabrizio Verza                        |
| 1979    | Giovanni Renosto                      | Giovanni Zola                         | Maurizio Bergamaschi                  |
| 1980    | Gianni Giacomini                      | Ole Silseth                           | Morten Sæther                         |
| 1981    | Claudio Argentin                      | Ennio Salvador                        | Nicola Vanin                          |
| 1982    | Massimo Favarretto                    | Giancarlo Bada                        | Tadeusz Krawczyk                      |
| 1983    | Silvio Martinello                     | Roberto Pagnin                        | Giancarlo Bada                        |
| 1984    | Renato Piccolo                        | Manrico Ronchiato                     | Federico Ghiotto                      |
| 1985    | Ludek Styks                           | Mauro Giannettini                     | Gianni Bugno                          |
| 1986    | Maurizio Fondriest                    | Jure Pavlič                           | Massimo Ghirardi                      |
| 1987    | Federico Savoia                       | Ivan Parolin                          | Federico Longo                        |
| 1988    | Flavio Milan                          | Gianluca Zanini                       | Luigi Bielli                          |
| 1989    | Lars Wahlqvist                        | Gianluca Pianegonda                   | Lucio Gusella                         |
| 1990    | Ivan Gotti                            | Gianluca Tarocco                      | Daniele Bruschi                       |
| 1991    | Carlo Benigni                         | Wladimir Belli                        | Ennio Grava                           |
| 1992    | Marco Artunghi                        | Mauro Bettin                          | Stefano Checchin                      |
| 1993    | Alessandro Bertolini                  | Roger Schär                           | Mauro Bettin                          |
| 1994    | Alessandro Baronti                    | Marco Bellini                         | Daniele Sgnaolin                      |
| 1995    | Biagio Conte                          | Mauro Silvestri                       | Daniele Sgnaolin                      |
| 1996    | Gorazd Štangelj                       | Oleksandr Fedenko                     | Nicola Castaldo                       |
| 1997    | Emanuele Lupi                         | Nicola Castaldo                       | Claudio Ainardi                       |
| 1998    | Pietro Caucchioli                     | Antonio Salomone                      | Flavio Zandarin                       |
| 1999    | Aleksandr Parfimovič                  | Antonio Salomone                      | Volodymyr Hustov                      |
| 2000    | Giampaolo Caruso                      | Jaroslav Popovyč                      | Damiano Cunego                        |
| 2001    | Jaroslav Popovyč                      | Michele Scarponi                      | Giampaolo Caruso                      |
| 2002    | Devid Garbelli                        | Daniele Pietropolli                   | Mikhail Timochine                     |
| 2003    | Aleksandr Baženov                     | Denys Kostyuk                         | Tomaž Nose                            |
| 2004    | Claudio Corioni                       | Tomaž Nose                            | Janez Brajkovič                       |
| 2005    | Gianluca Coletta                      | Gene Bates                            | Ashley Humbert                        |
| 2006    | Fabrizio Galeazzi                     | Luca Zanderigo                        | Ashley Humbert                        |
| 2007    | Simone Stortoni                       | Hrvoje Miholjević                     | Matija Kvasina                        |
| 2008    | Davide Malacarne                      | Matteo Collodel                       | Pierpaolo De Negri                    |
| 2009    | Sacha Modolo                          | Nicola Boem                           | Matteo Collodel                       |
| 2010    | Siarhei Papok                         | Angelo Pagani                         | Luca Benedetti                        |
| 2011    | Nicola Boem                           | Salvatore Puccio                      | Enrico Battaglin                      |
| 2012    | Daniele Dall'Oste                     | Enrico Barbin                         | Stanislaŭ Bazkhou                     |
| 2013    | Stefan Küng                           | Silvio Herklotz                       | Mitchell Mulhern                      |
| 2014    | Simone Andreetta                      | Silvio Herklotz                       | Luca Chirico                          |
| 2015    | Andrea Vendrame                       | Gregor Mühlberger                     | Geoffrey Curran                       |
| 2016    | Patrick Müller                        | Nicola Bagioli                        | Josip Rumac                           |
| 2017    | Aljaksandr Rabušėnka                  | Lucas Hamilton                        | Matteo Fabbro                         |
| 2018    | Robert Stannard                       | Cristian Scaroni                      | Matteo Sobrero                        |
| 2019    | Samuele Battistella                   | Giovanni Aleotti                      | Matteo Sobrero                        |
| 2020    | annullata per la pandemia di COVID-19 | annullata per la pandemia di COVID-19 | annullata per la pandemia di COVID-19 |
| 2021    | Juan Ayuso                            | Viktor Potočki                        | Alexandre Balmer                      |
| 2022    | Romain Grégoire                       | Federico Guzzo                        | Per Strand Hagenes                    |
| 2023    | Johannes Staune-Mittet                | Davide De Pretto                      | Loe van Belle                         |
| 2024    | Gal Glivar                            | Davide Donati                         | Ludovico Crescioli                    |
| 2025    | Lorenzo Finn                          | Jakob Omrze                           | Marco Schrettl                        |